# Le Samyn 2020
De wielerkoers Le Samyn is een eendaagse wegwedstrijd voor zowel mannen als vrouwen. In 2020 werden beide verreden op 3 maart met vertrek in Quaregnon en aankomst in Dour.

## Mannen
De koers bij de mannen ging over een afstand van 201,9 kilometer en maakte deel uit van de UCI Europe Tour 2020. De Fransman Hugo Hofstetter won deze editie, de Belg Aimé De Gendt eindigde als tweede en de Nederlander David Dekker, als derde.
| Le Samyn 2020 |                   |                        |          |
| Plaats        | Naam              | Ploeg                  | Tijd     |
| Winnaar       | Hugo Hofstetter   | Israel Start-Up Nation | 4u38'20" |
| 2             | Aimé De Gendt     | Circus-Wanty-Gobert    | z.t.     |
| 3             | David Dekker      | SEG Racing Academy     | z.t.     |
| 4             | Clément Venturini | AG2R La Mondiale       | z.t.     |
| 5             | Florian Sénéchal  | Deceuninck–Quick-Step  | z.t.     |
| 6             | Giacomo Nizzolo   | NTT Pro Cycling        | z.t.     |
| 7             | Alex Kirsch       | Trek-Segafredo         | z.t.     |
| 8             | Gianni Vermeersch | Alpecin-Fenix          | z.t.     |
| 9             | Tim Declercq      | Deceuninck–Quick-Step  | z.t.     |
| 10            | Dries Van Gestel  | Total Direct Energie   | z.t.     |

## Vrouwen
De negende editie van Le Samyn des Dames werd gewonnen door de Nederlandse Chantal van den Broek-Blaak.
| Le Samyn des Dames 2020 |                             |                         |          |
| Plaats                  | Naam                        | Ploeg                   | Tijd     |
| Winnaar                 | Chantal van den Broek-Blaak | Boels Dolmans           | 2u35'01" |
| 2                       | Christine Majerus           | Boels Dolmans           | + 1'50"  |
| 3                       | Lotte Kopecky               | Lotto Soudal Ladies     | z.t.     |
| 4                       | Jip van den Bos             | Boels Dolmans           | z.t.     |
| 5                       | Ellen van Dijk              | Trek-Segafredo          | z.t.     |
| 6                       | Aude Biannic                | Movistar Team           | + 1'56"  |
| 7                       | Lonneke Uneken              | Boels Dolmans           | + 3'43"  |
| 8                       | Marjolein van 't Geloof     | Drops                   | z.t.     |
| 9                       | Claire Faber                | Illi Bikes Cycling Team | z.t.     |
| 10                      | Alba Teruel                 | Movistar Team           | z.t.     |

1968 · 1969 · 1970 · 1971 · 1972 · 1973 · 1974 · 1975 · 1976 · 1977 · 1978 · 1979 · 1980 · 1981 · 1982 · 1983 · 1984 · 1985 · 1986 · 1987 · 1988 · 1989 · 1990 · 1991 · 1992 · 1993 · 1994 · 1995 · 1996 · 1997 · 1998 · 1999 · 2000 · 2001 · 2002 · 2003 · 2004 · 2005 · 2006 · 2007 · 2008 · 2009 · 2010 · 2011 · 2012 · 2013 · 2014 · 2015 · 2016 · 2017 · 2018 · 2019 · 2020 · 2021 · 2022 · 2023 · 2024 · 2025